# Haus Maurer
Das Haus Maurer ist das ehemalige Büro- und Wohnhaus des Architektenehepaars Hans und Traudl Maurer. Der Nachkriegsbau im Stile der Klassischen Moderne und ist unter der Aktennummer D-1-62-000-7953 in der Denkmalliste Bayern eingetragen.

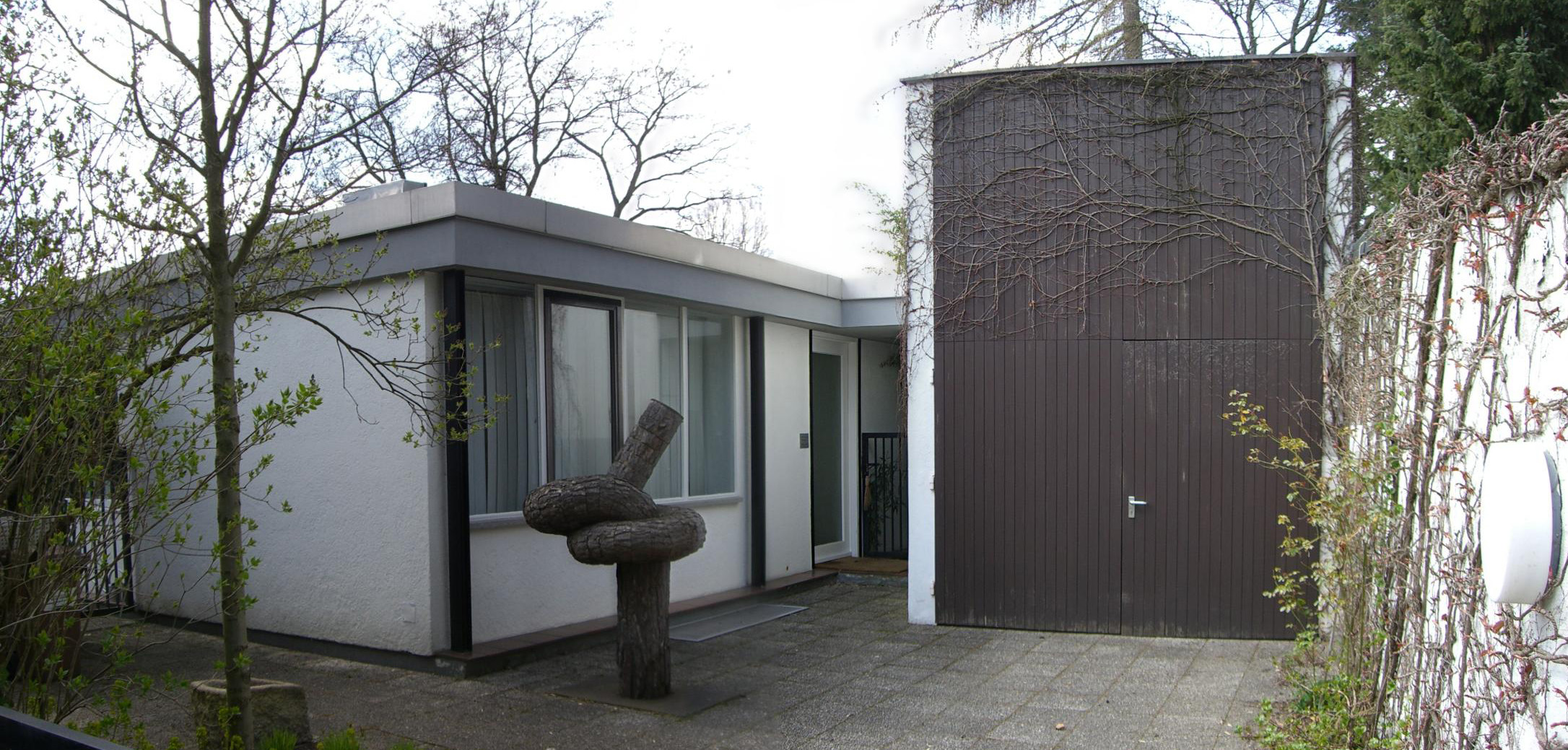
Eingangsbereich

## Lage
Das 1955 errichtete Haus am rechten Ufer der Würm befindet sich im Münchener Stadtteil Obermenzing in der Samerhofstraße 19. 

## Architektur
Der Bau ist ein kubisch gegliederter Flachdach-Bungalow. Eine Stahlkonstruktion trägt die Dachplatte und gibt dem gesamten Gebäude den konstruktiven Bezugsrahmen. Geschlossene, offene und halboffene Bereiche gehen ineinander über. Durchbrochen wird die quadratische Rasterung von einer eingezogenen Parabel, die den Wohnraum einfasst und ihn zum Garten hin öffnet.

## Denkmal
Das Haus mit dessen Büroflächen, der Pool, die Garage und die Einfriedung stehen unter Denkmalschutz und sind im Denkmalatlas des Bayerischen Landesamtes für Denkmalpflege und in der Liste der Baudenkmäler in Obermenzing eingetragen.

## Siehe
- Haus Wirsing von Grete und Werner Wirsing